# Chiesa dei Santi Quirico e Giulitta (Parlascio)
La chiesa dei Santi Quirico e Giulitta è un luogo di culto cattolico situato a Parlascio, frazione del comune di Casciana Terme Lari.

## Storia e descrizione
La piccola chiesa romanica è menzionata nel catalogo delle chiese della diocesi di Lucca del 1260.
Un'iscrizione sulla porta attestava che era stata ricostruita nella forma attuale dalla famiglia pisana degli Upezzinghi nel 1444. Il vescovo di San Miniato, dalla cui diocesi Parlascio dipese fin dal Seicento, la riconsacrò dopo i restauri del 1710. Fu danneggiata dal terremoto del 1846.
All'interno si conserva un affresco quattrocentesco che raffigura i santi titolari e l'immagine del "Volto Santo".

## Galleria d'immagini

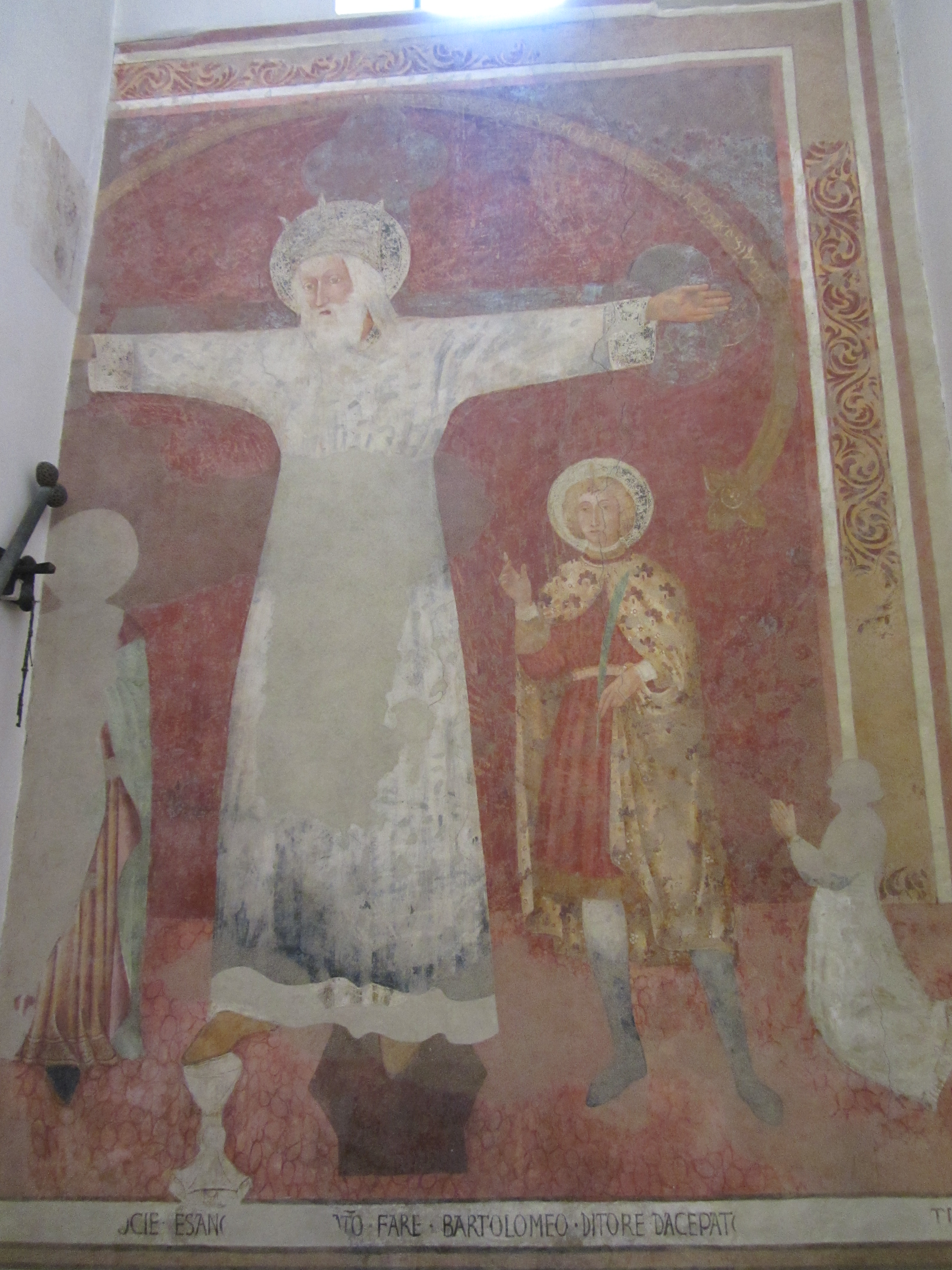
L'affresco del Volto Santo di Lucca nel presbiterio.
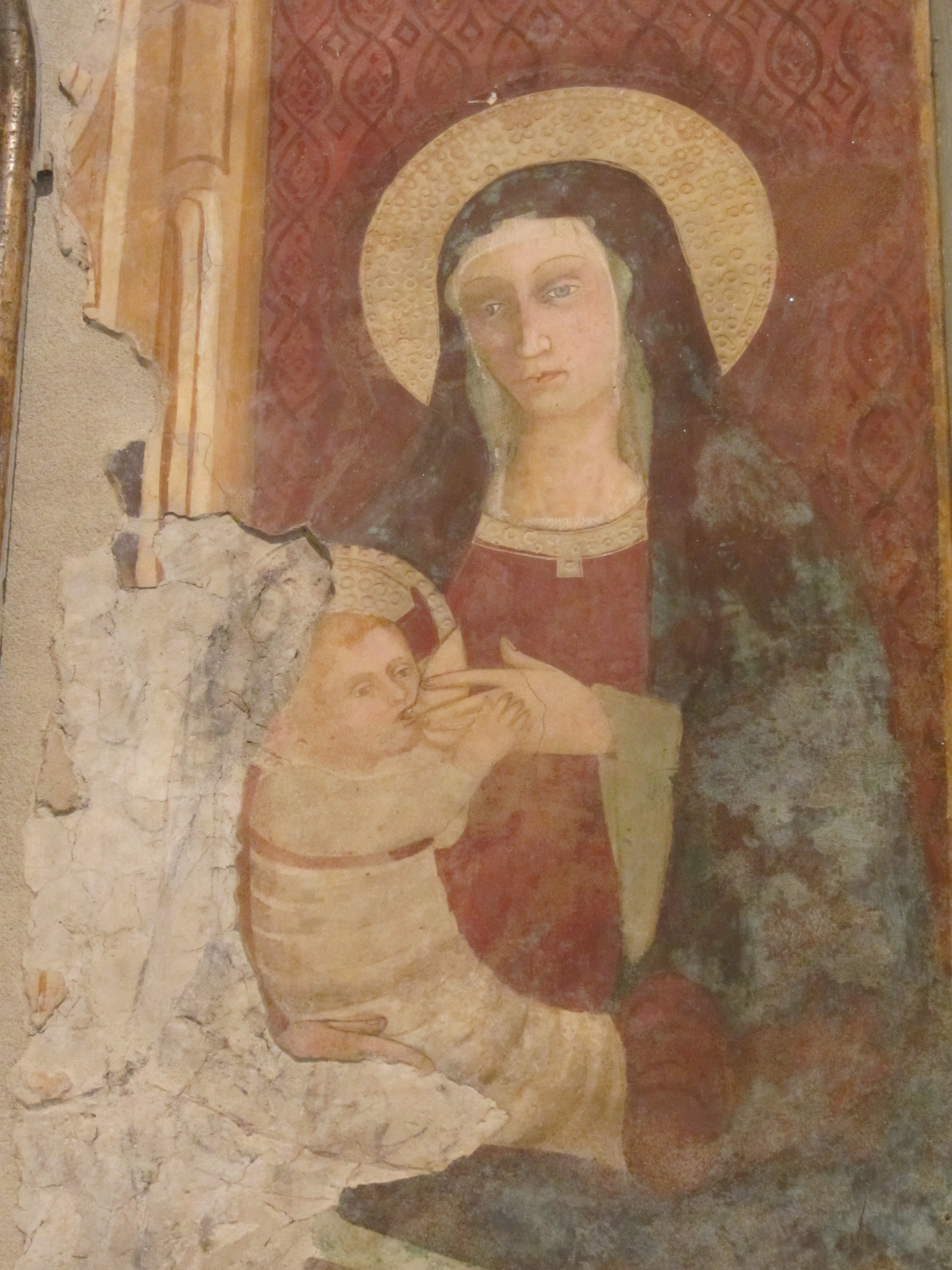
L'affresco della Madonna del Latte sulla parete destra della chiesa.